# Ambrosius Kühnel
Ambrosius Kühnel, född 1771 i Lobendau (pol. Lubiatów) nära Goldberg i Schlesien, död 19 augusti 1813 i Leipzig, var en tysk organist och musikförläggare.
Kühnel var organist vid före detta kurfurstliga kapellet i Leipzig. Han uppsatte 1800 tillsammans med kapellmästaren Franz Anton Hoffmeister en musikhandel, under firman Bureau de musique, och vilken handel han efter sin kompanjons död 1812 ensam förestod, och som sedermera kom att blomstra under firmanamnet C.F. Peters.